# Sophie Friederike Dinglinger
Sophie Friederike Dinglinger, född 1739, död 1791, var en tysk målare. Hon gjorde främst pastellminityrer. Hon var verksam i Dresden.
Dinglinger var sondotter till guldsmeden Johann Melchior Dinglinger.